# Äcklet
Äcklet (originaltitel: La Nausée) är en brevroman från 1938 av Jean-Paul Sartre. Den brukar räknas som ett av hans mest kända verk.
År 1950 tilldelades romanen Grand prix des Meilleurs romans du demi-siècle, en utmärkelse för de tolv bästa romanerna på franska från 1900-talets första hälft.

## Handling
Äcklet handlar om 30-årige Antoine Roquentin, som efter ett kringflackande och händelserikt liv slagit sig ned i den lilla franska hamnstaden Bouville. Antoine försöker skriva ett historiskt arbete, men finner det svårt, eftersom existensens "äckel" börjat pocka på hans uppmärksamhet. Antoines upptäckt, "Äcklet", försvårar hans förehavanden, relationer och arbete såväl som hans förhållande till kroppen och naturen. Äcklet är en bok om främlingskap och absurditet inför människan och världen, och ansluter sig i stora drag till Sartres existentiella teoribildning och existentialismen.

## Miljöer
Bouville, den stad dit Antoine Roquentin anländer, är en fiktiv stad som ligger vid den franska Atlantkusten. Bouville är en utpräglad hamnstad, som påminner mycket om Le Havre. Staden har reguljära tågförbindelser med Paris och ett spårvagnsnät. I staden finns ett hotell, Hotel Printania, och ett café, Café Mably, vilket huvudpersonen Antoine Roquentin ofta besöker.